# Eugène Boullier
Pour les articles homonymes, voir Famille Boullier et Boullier.
Eugène Boullier (né à Ernée le 5 juin 1787 et mort à Laval le 8 juillet 1857) est un botaniste et militaire français.

## Biographie

### Origine
Il est affilié à une famille ancienne dans la magistrature par son père, et par sa mère à la famille Duchemin, composée de plusieurs historiens locaux. Peu après sa naissance, sa famille rejoint Laval, où il a habité. Son oncle est l'abbé Touschard de Sainte-Plennes, qui s'occupe des prêtres non assermentés de la Mayenne regroupés à Laval en 1792. Sa famille sera aussi arrêtée et jetée en prison pendant la Révolution française pour avoir improvisé des oratoires clandestins.
Il est le fils de François-Jean-Baptiste Boullier (1755-1806) et Marie-Ambroise Duchemin, sœur de Jacques-Ambroise Duchemin de Villiers, fille de Jacques Duchemin de Villiers et d'Arthémise-Catherine Touchard de Sainte-Plaine. Les lettres que son père écrivit à la famille de sa femme pour rendre compte des événements révolutionnaires à Ernée contiennent des détails curieux et des appréhensions qui se réalisèrent. La famille vint s'établir à Laval en 1792. Il est le frère d'Isidore Boullier.
Eugène Boullier, son fils fit, en 1853, le pèlerinage de Terre-Sainte au cours duquel il adressa à un correspondant réel, du 21 août au mois de décembre 1853, des lettres publiées d'abord en partie dans l'Indépendant, depuis le 8 janvier 1854, et réunies ensuite en un volume intitulé : Lettres d'un pèlerin de Jérusalem, Journal d'un voyage en Orient (Laval, Godbert, 1854, in-8).

### Militaire
Il s'enrôla à la fin des Cent-Jours sous les ordres de Louis d'Andigné et fit partie, avec le grade de capitaine, du détachement qui, le 10 juillet, vint sommer la ville de Sainte-Suzanne de se rendre. Ce fut lui qui eut le commandement de la place et qui désarma les habitants. Il entra depuis dans l'administration municipale de Laval dirigé par Jean-François de Hercé et donna sa démission d'adjoint le 24 novembre 1829.
Pendant quinze ans, la ville connaîtra un beau développement sous le mandat de Jean-François de Hercé.

### Botanique et géologie
Il a collaboré, avec MM. Sosthène Duclaux et Hippolyte Le Tissier (bibliothécaire de Laval), au Catalogue des plantes qui croissent spontanément dans le département de la Mayenne (Laval, 1838, in-12), réédité la même année en format in-8  ; et à la formation de l'herbier déposé au musée des Sciences de Laval. 
Il se donna aussi à la géologie. Il écrit en 1826 l'une des premières espèces signalées dans la riche faune dévonienne de la région de Laval. E. Boullier, Mémoire sur une espèce de polypier fossile rapporté au genre Favosites punctata de Lamarck. Paris, impr. de Decourchant, 1826, in-8. (Extrait des Annales de la Société linnéenne), 1826.  (t. V, p. 428-436, pl. 8, fig. 1 à 4) ; tirage à part, Paris, 1826.